# Troms og Finnmark
Troms og Finnmark a fost o provincie (fylke) localizată în partea nordică a Norvegiei. 
¨

## Istorie recentă

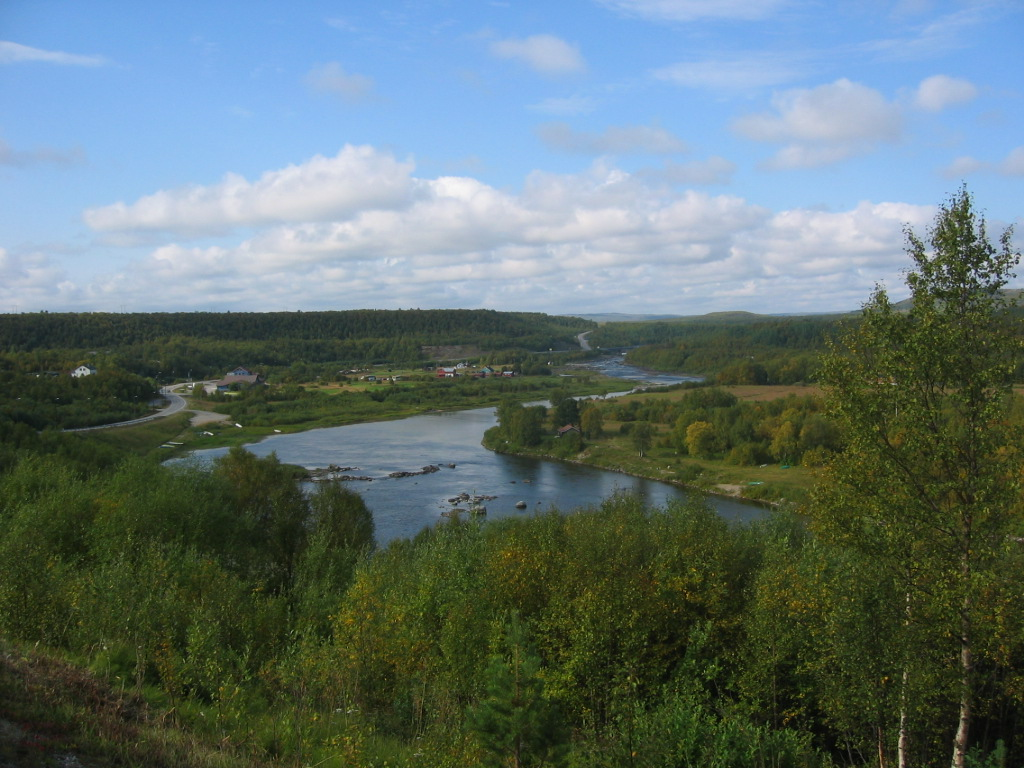
Panoramă a râului Neiden din fosta provincie Finnmark, acum Troms og Finnmark

Provincia a luat naștere la 1 ianuarie 2020 prin fuziunea fostelor provincii Troms și Finnmark. 
În luna februarie a anului 2022, conducerea provinciei Troms og Finnmark cere parlamentului norvegian divizarea acesteia în două.  
În luna iulie a aceluași an, cererea este aprobată de parlament, astfel că din 1 ianuarie 2024 se revine la situația inițială cu două provincii Finnmark și Troms. Diferit de situația dinainte de 2020 este mutarea comunei  Tjelsund din provincia Finnmark în provincia Troms.